# Operacions navals de la Campanya de Kamerun
Les operacions navals de la Campanya de Kamerun es van dur a terme per les forces alemanyes i aliades entre l'agost i setembre de 1914, durant la campanya de Kamerun de la Primera Guerra Mundial.
L'activitat naval es va produir al llarg de la costa de la colònia alemanya de Kamerun, al golf de Biafra, però la major part de l'acció va tenir lloc a l'estuari del Wouri. La part principal de la campanya va ser els desembarcaments amfibis britànics i francesos a Douala. Les operacions dutes a terme per les forces navals britàniques i franceses van concloure quan es va assegurar el control sobre tota la costa de la colònia alemanya i la destrucció dels vaixells de guerra alemanys que eren capaços d'oferir resistència.
L'ocupació aliada de la costa va obligar els alemanys a retirar-se cap a l'interior de Kamerun, on serien derrotats el 1916.

## Els primers moviments dels Aliats
El 24 d'agost de 1914, la canonera francesa Surprise va bombardejar la costa de Kamerun. Més tard, el creuer cuirassat francès Bruix, amb base a Libreville va bombardejar danyar severament les ciutats costaneres de Kampo i Kribi, més al sud.
El pla original britànic era desembarcar una força a Victòria i des d'allà passar a Douala. Els vaixells britànics van ser enviats al golf de Biafra per a preparar aquest desembarcament, inclòs el creuer cuirassat HMS Cumberland. En el camí de la costa de Kamerun, el HMS Cumberland va fer port a Lagos (Nigèria) per a embarcar al rei exiliat de Douala junt amb altres funcionaris de la tribu que desitjaven participar en els desembarcaments. L'oncle del rei, Rudolf Duala Manga Bell, va ser penjat per traïció pels alemanys el 8 d'agost.
El 4 de setembre, els vaixells de guerra havien ancorat junts en la badia d'Ambas, just al costat de Victòria. No obstant això, les fortes pluges havien convertit en intransitables les vies navegables que els aliats havien planejat utilitzar.
La força de desembarcament es va concentrar a l'estuari de Wouri, on els alemanys van tenir temps de preparar les seves defenses.

## La defensa alemanya de l'estuari de Wouri
En preparació per als pròxims desembarcaments dels Aliats, els alemanys van minar l'estuari de Wouri, van enfonsar 10 o 12 vaixells de vapor, i van minar la riba de la boca del riu Wouri, per a evitar els desembarcaments a Douala.

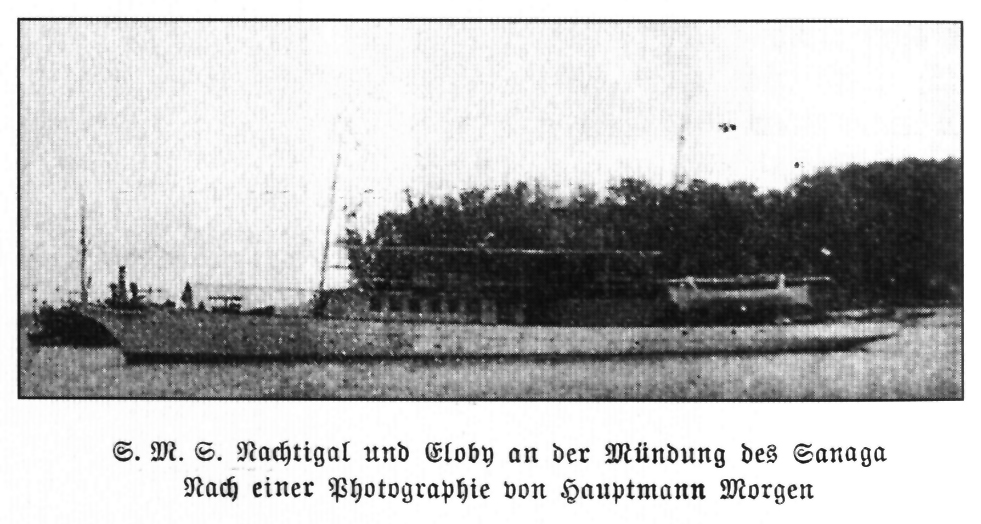
Vaixell alemany Nachtigal (abans de la guerra)

L'11 de setembre la canonera de 710 tones HMS Dwarf va intentar entrar a la boca del riu, però va ser danyat pel foc de l'artilleria alemanya i es va retirar.
El 15 de setembre es va fer un intent de fer volar les defenses alemanyes enviant el HMS Dwarf ple d'explosius, però va fracassar.
El 16 de setembre, el vaixell alemany Nachtigal va envestir al HMS Dwarf; es va produir una explosió que va enfonsar el Nachtigal, matant a 36 dels seus tripulants. Va tenir lloc n altre intent d'enfonsar el HMS Dwarf, llançant dos torpedes de perxa per a enfonsar el vaixell, però va fracassar.
Es van produir altres trobades entre embarcacions lleugeres britàniques i alemanyes al llarg de mitjans de setembre.

## Els desembarcaments aliats
Després d'aclarir tres milles d'ample el cinturó de mines i d'altres obstacles, els creuers HMS Challenger i HMS Cumberland, el HMS Dwarf, i cinc vaixells de transport de tropes, van avançar pel Wouri cap a Douala. El comandant aliat de la força de desembarcament, el General Major Charles Dobell, va enviar un ultimàtum a la guarnició alemanya de Douala exigint la rendició. En no rebre resposta, els britànics van bombardejar la ciutat el 26 de setembre. La guarnició alemanya de la ciutat es va retirar ràpidament.
El 27 de setembre, al voltant de 1.000 soldats britànics i francesos van desembarcar a Douala, ocupant el port sense trobar resistència. Van veure que l'estació de ràdio no havia estat destruïda pels alemanys en retirada, i van capturar diversos vaixells mercants, així com una canonera alemanya, la Soden.
Aproximadament al mateix temps, les forces aliades van desembarcar en Bonabéri, una ciutat a la riba del riu Wouri propera a Douala que els alemanys encara no havien abandonat. Després d'alguns combats, la ciutat es va rendir i la força alemanya es va retirar a l'interior de la colònia.
Poc després dels desembarcaments aliats a Douala, el vaixell francès Surprise va bombardejar la ciutat costanera meridional d'Ukoko; es van enfonsar dues embarcacions armades alemanyes, la Khios i l'Itolo. La infanteria francesa va desembarcar a Ukoko i va prendre la ciutat poc després de la lluita contra la guarnició alemanya. Després d'aquesta batalla, Alemanya va perdre control sobre la part sud del Kamerun, propera a la colònia espanyola de Río Muni.

## Conseqüències
El resultat de les operacions navals de la Campanya Kamerun va ser el domini Aliat de l'estuari de Wouri i del golf de Biafra, així com la captura del principal port de Douala i de gran part de la costa de la colònia. Es va obligar els alemanys a retirar-se de la costa cap a l'interior, a la selva muntanyosa de Kamerun. Les petites forces alemanyes van intentar aferrar-se als rius vitals per al transport a prop de Douala, però van ser empesos més cap a l'interior per les forces britàniques en la batalla de Yabassi, a principis d'octubre.
El 3 d'octubre, un grup de senegalesos francès va empènyer als defensors alemanys fora de les seves posicions en el riu Japoma.
El 26 d'octubre, les tropes britàniques i franceses van viatjar pel riu per a atacar Édéa, un poble on alguns destacaments alemanys es van atrinxerar després de la caiguda de Douala. No obstant això, els alemanys es van retirar i els Aliats van ocupar la ciutat sense lluitar.